# Chlorissa reductata
Chlorissa reductata är en fjärilsart som beskrevs av Walker 1866. Chlorissa reductata ingår i släktet Chlorissa och familjen mätare. Inga underarter finns listade i Catalogue of Life.